# Liste der Biografien/Cey
Liste der Biografien |
Portal Biografien |
Personensuche
# |
A |
B |
C |
D |
E |
F |
G |
H |
I |
J |
K |
L |
M |
N |
O |
P |
Q |
R |
S |
T |
U |
V |
W |
X |
Y |
Z |
?
 
Ca |
Cb |
Cc |
Ce |
Ch |
Ci |
Cj |
Ck |
Cl |
Cm |
Cn |
Co |
Cr |
Cs |
Ct |
Cu |
Cv |
Cw |
Cy |
Cz
 
Cea |
Ceb |
Cec |
Ced |
Cee |
Cef |
Ceg |
Ceh |
Cei |
Cej |
Cek |
Cel |
Cem |
Cen |
Ceo |
Cep |
Cer |
Ces |
Cet |
Ceu |
Cev |
Cey |
Cez
Die Liste der Biografien führt alle Personen auf, die in der deutschsprachigen Wikipedia einen Artikel haben. Dieses ist eine Teilliste mit 33 Einträgen von Personen, deren Namen mit den Buchstaben „Cey“ beginnt.

## Cey

### Ceye
- Ceyer, Sylvia T. (* 1953), US-amerikanische Chemikerin

### Ceyh
- Ceyhan, Ahmet (* 1951), türkischer Fußballspieler und -trainer
- Ceyhan, Cihangir (* 1989), türkischer Schauspieler
- Ceyhun, Ekrem (1927–2017), türkischer Politiker
- Ceyhun, Ozan (* 1960), deutscher Politiker und Diplomat (Bündnis 90/Die Grünen, SPD), MdEP

### Ceyk
- Ceyka, Rudolf (1941–1990), österreichischer Fußballspieler

### Ceyl
- Ceylan, Abdil (* 1983), türkischer Langstreckenläufer
- Ceylan, Ali (* 1998), deutschtürkischer Fußballtorhüter
- Ceylan, Bülent (* 1976), deutscher KomikerBülent Ceylan (* 1976)
- Ceylan, Dennis (* 1989), dänischer Boxer

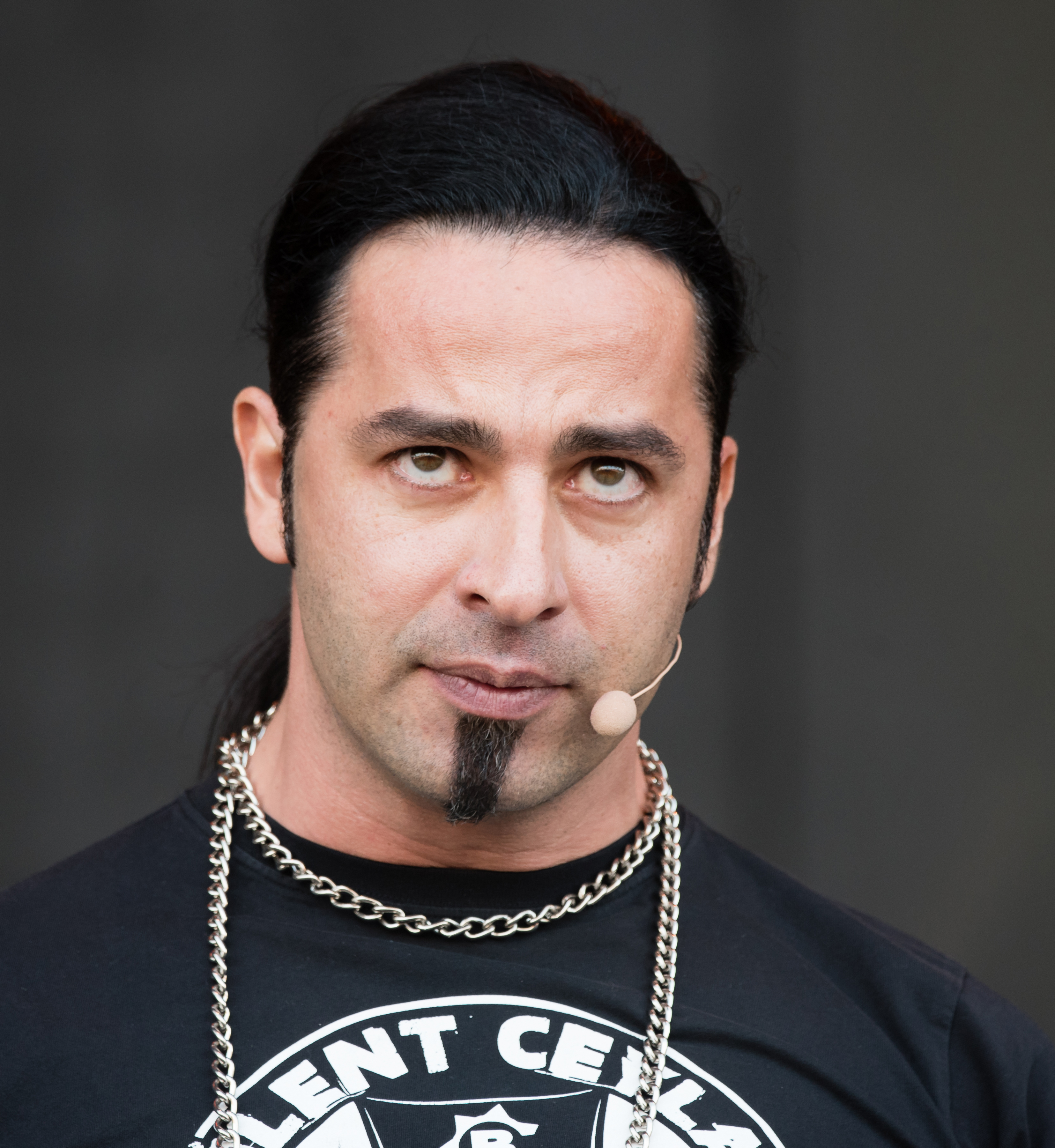
Bülent Ceylan (* 1976)

- Ceylan, Ebru (* 1976), türkische Drehbuchautorin, Fotografin, Szenenbildnerin und Schauspielerin
- Ceylan, Emrehan (* 1980), türkischer Fußballspieler
- Ceylan, Erol (* 1972), deutscher Boxpromoter
- Ceylan, Fatih (* 1980), deutsch-türkischer Fußballspieler
- Ceylan, Gülten (1946–1997), türkische Schauspielerin
- Ceylan, Hakan (* 1979), türkischer Fußballschiedsrichter
- Ceylan, Hasan (1922–1980), türkischer Schauspieler
- Ceylan, Moses (* 1980), deutscher Koch
- Ceylan, Mücahit (* 1991), belgisch-türkischer Fußballspieler
- Ceylan, Murat (* 1988), türkischer Fußballspieler
- Ceylan, Murat (* 1989), türkischer Schauspieler, Moderator und Sänger
- Ceylan, Nuri Bilge (* 1959), türkischer Filmregisseur, Drehbuchautor und FilmproduzentNuri Bilge Ceylan (* 1959)

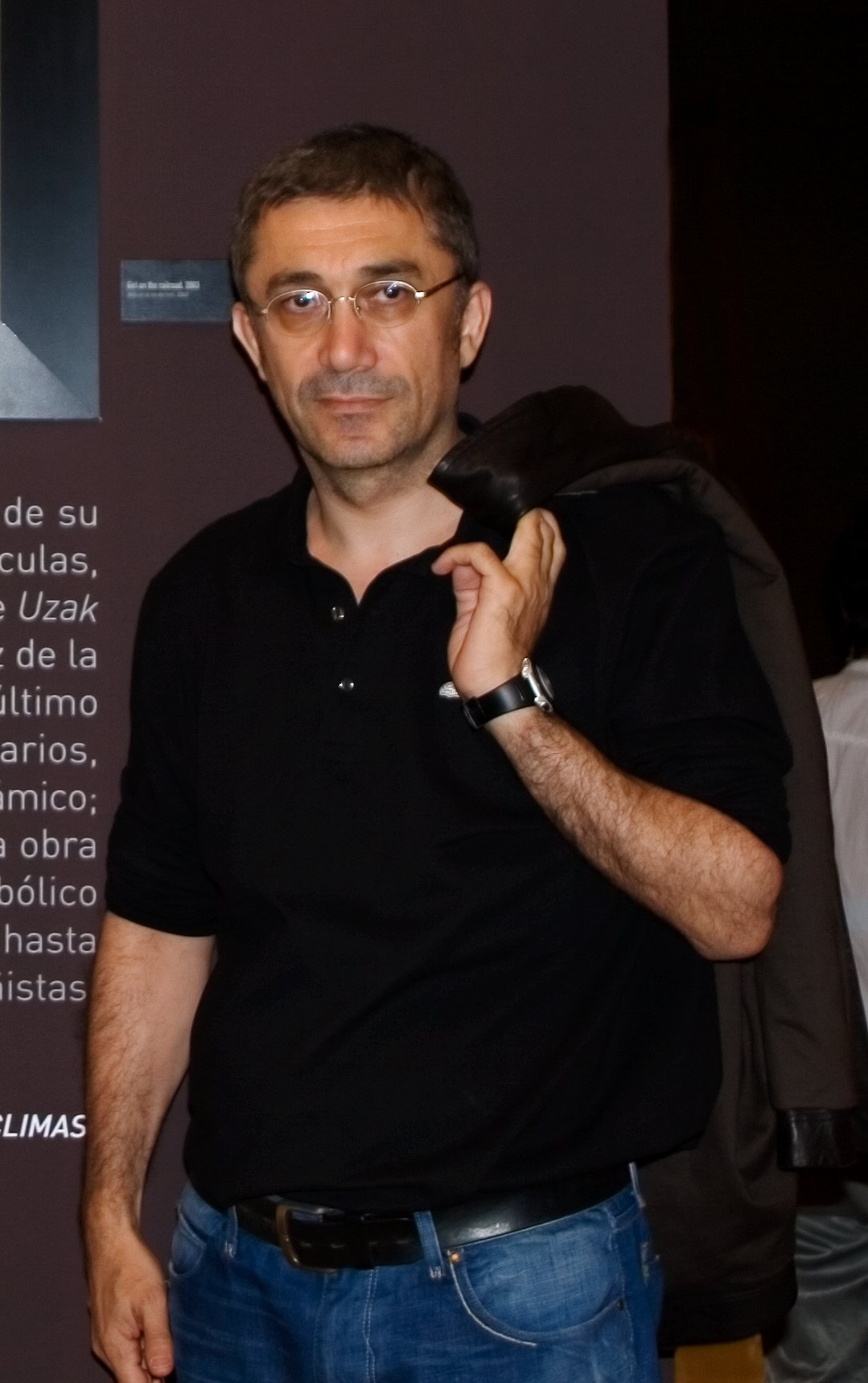
Nuri Bilge Ceylan (* 1959)

- Ceylan, Oğuz (* 1990), türkischer Fußballspieler
- Ceylan, Rauf (* 1976), deutsch-kurdischer Sozial- und Religionswissenschaftler
- Ceylan, Selma (* 1956), deutsche Autorin
- Ceylan, Tahir Musa (* 1956), türkischer Dichter, Autor und Philosoph
- Ceylan, Turan (* 1968), türkischer Ringer
- Ceylan, Ufuk (* 1986), türkischer Fußballtorhüter
- Ceylanoğlu, Erdal (* 1945), türkischer General

### Ceyn
- Ceynowa, Florian (1817–1881), kaschubischer Schriftsteller und Bürgerrechtler
- Ceynowa, Klaus (* 1959), deutscher Bibliothekar und Generaldirektor der Bayerischen Staatsbibliothek in München

### Ceyp
- Ceyp, Michael (* 1965), deutscher Wirtschaftswissenschaftler

### Ceys
- Ceyssens, Rudi (1962–2015), belgischer Radrennfahrer